# Thomas Freitag (Autor)
Thomas Freitag (* 1954 in Rodewisch in Sachsen) ist ein deutscher Buchautor und Kulturreferent.

## Leben
Freitag absolvierte ein Lehramtsstudium (Deutsch, Mathematik und Musik), promovierte und arbeitete danach bis 2000 als Presse- und Kulturreferent an der Universität Potsdam. Er ist seitdem als freier Autor tätig, hat zwei erwachsene Kinder und lebt in Potsdam.

## Werke

### Bücher
- Gut erhaltenes Klavier. Musikgeschichten, Regia, Cottbus 2024, ISBN 978-3-8692-9550-3
- Montag Nachmittag ging ich nach Vollersroda, Neobooks (Selbstverlag), 2020, ISBN 978-3-7529-2287-5
- Herms Niel. Regia, Cottbus 2014, ISBN 978-3-86929-259-5.
- Udo Lindenberg und der Osten. Neues Leben, Berlin 2011, ISBN 978-3-355-01788-6.
- „Das Neue, so merkwürdig …“ – Hanns Eisler, John Lennon. Die Gespräche. Neues Leben, Berlin 2010, ISBN 978-3-355-01776-3
- Brundibár: der Weg durchs Feuer. Regia, Cottbus 2009, ISBN 978-3-86929-013-3.
- Jule Mondschaf Wolkenboot. 16 Porträts zum Lieder- und Versemachen für Kinder. Regia, Cottbus 2009, ISBN 978-3-86929-010-2.
- Fällt ein Negerlein vom Dach herab: Das ganze Elend im Kinderlied (Satire). Regia, Cottbus 2008, ISBN 978-3-939656-84-5.
- (Hrsg.) Ein Rübenschwein fliegt um die Welt: Gedichte für kleine und große Kinder. Esslinger, Esslingen 2008, ISBN 978-3-480-22400-5.
- Kinderlied – Von der Vielfalt einer musikalischen Liedgattung. Peter Lang, Frankfurt am Main/Berlin/Bern/New York 2001, ISBN 3-631-37469-0.
- Das Kinderlied : Ein alphabetisches Lesebuch. Lugert, Oldershausen 2000, ISBN 3-89760-138-9.

### Funkbeiträge
- Working Class Heroes. Hanns Eisler und John Lennon in einer Langen Nacht; Deutschlandfunk 15. Jan.2011 (Wdhlg. Mai 2012)
- Die ungewöhnliche Karriere des Musikers Herms Niel, Kulturradio RBB, 30. Juni 2015 (mit K. Benzner)
- Evangelisches Kirchenlied des 16. und 17. Jhs., Lange Nacht, Deutschlandfunk vom 8. April 2017 (mit S. Freitag)

### Fachbeiträge
- „Insbesondere im Tone Potsdams“: Über Herms Niels Musikerkarriere (196–1946); In: Mitteilungen der Studiengemeinschaft Sanssouci e.V., Potsdam 2018, S. 98–122
- Familie Kiesant. Im Dienste der Musik seit über 100 Jahren; In: Mitteilungen der Studiengemeinschaft Sanssouci e.V., Potsdam, 2020, S. 189–216
- Gardemusiker, „Sanssouci-Mann“, NS-Musikpropagandist; In: Zeitschrift für Heereskunde Nr. 482, Okt/Dez. 2021, S. 246–250
- Herms Niel, biografischer Eintrag in Potsdam History App, dazu Fotos und 2 Orte, an denen Niel nachweisbar ist

## Belege
1. ↑  Dr. Thomas Freitag (Memento vom 6. November 2012 im Internet Archive), Esslinger Verlag

| Personendaten    | Personendaten       |
| ---------------- | ------------------- |
| NAME             | Freitag, Thomas     |
| KURZBESCHREIBUNG | deutscher Buchautor |
| GEBURTSDATUM     | 1954                |
| GEBURTSORT       | Rodewisch           |